# ゴットリープ・ダイムラー
ゴットリープ・ヴィルヘルム・ダイムラー（ドイツ語: Gottlieb Wilhelm Daimler, 1834年3月17日 - 1900年3月6日）は、ドイツの技術者。

## 来歴
1834年にヴュルテンベルク王国のショルンドルフで生まれた。
彼は内燃機関および自動車開発のパイオニアであった。
また、燃料として石油の必要性があるため、積極的にアメリカ・テキサスの油田開発を推進した。
ダイムラーと彼の生涯に渡るビジネスパートナー、ヴィルヘルム・マイバッハの夢はあらゆる種類の移動機関に内蔵することができる小さな内燃機関を作り上げることであった。彼らは1885年に二輪車に取り付けたガソリンエンジンの特許を取得し、それは現代の内燃機関の先駆けと言える物であった。その二輪車は世界初のオートバイと見なされ、翌年には駅馬車とボートにそのエンジンが取り付けられた。このうち駅馬車にエンジンをつけたものは世界初の四輪自動車とされ、この車はダイムラー・モトールキャリッジと呼ばれている。
1890年、彼らはダイムラー・モトーレン・ゲゼルシャフト(Daimler Motoren Gesellschaft, DMG)を設立する。初めて自動車を販売したのは1892年のことであった。ダイムラーは病気を患い会社を休養するが、復帰後他の株主と対立し1893年に辞職する。マイバッハも共に退職しエンジンの開発を続けたが、フレデリック・シムズの仲介で二人は1894年に同社に復帰している。ダイムラーは1900年に死去し、マイバッハは1907年にDMGを退職した。1924年にDMGの経営陣はカール・ベンツのBenz & Cie.社との長期協力協定に署名し、1926年に両者は合併しダイムラー・ベンツ(Daimler-Benz AG)となった。
同社は1998年、クライスラーと 合併しダイムラー・クライスラーグループとなったが、2007年5月14日、クライスラーと分離し同年10月4日ダイムラーへと社名を変更した。
ネット上には、「ゴットリーブ」と最後のｂを「ブ」と表記しているサイトをよく見るが、ドイツ語では「プ」という発音が近く、「ゴットリープ」と表記するのが正しい。

## ギャラリー

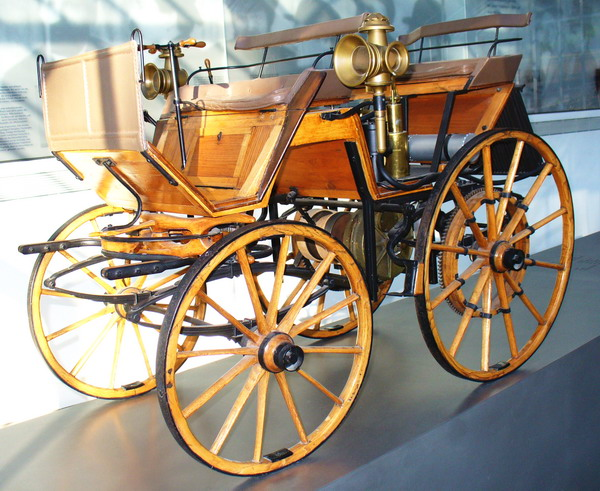
Motorkutsche 1886年に製造
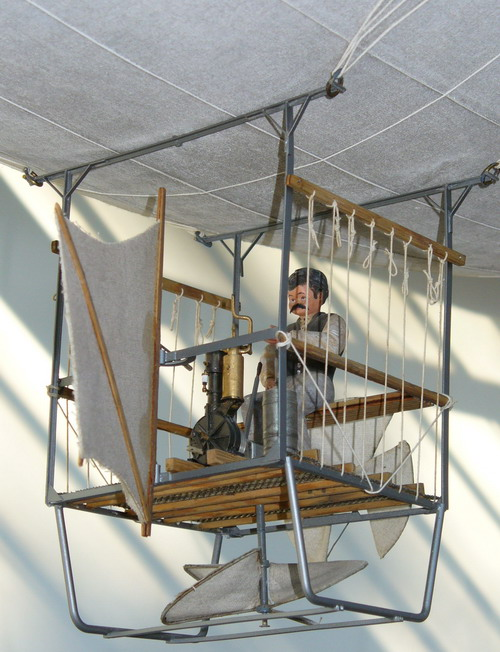
飛行船 1888年に製造
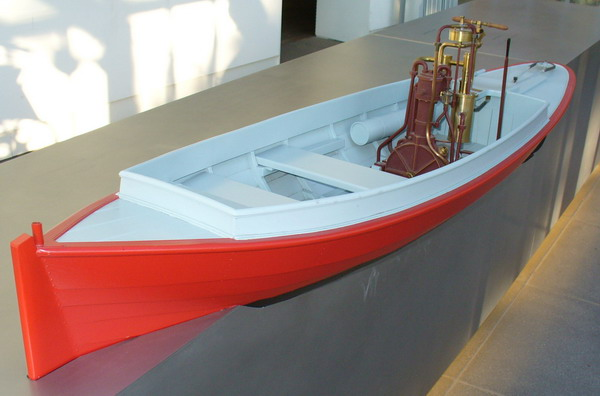
ボート
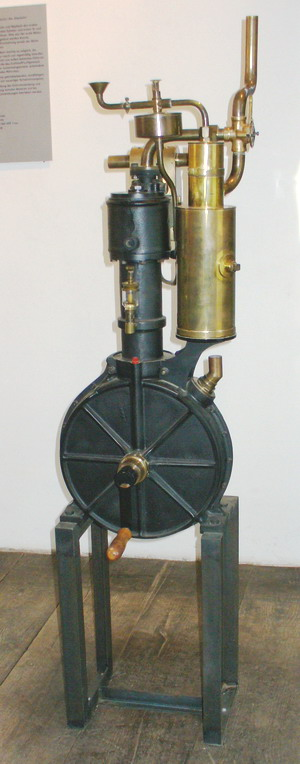
エンジン
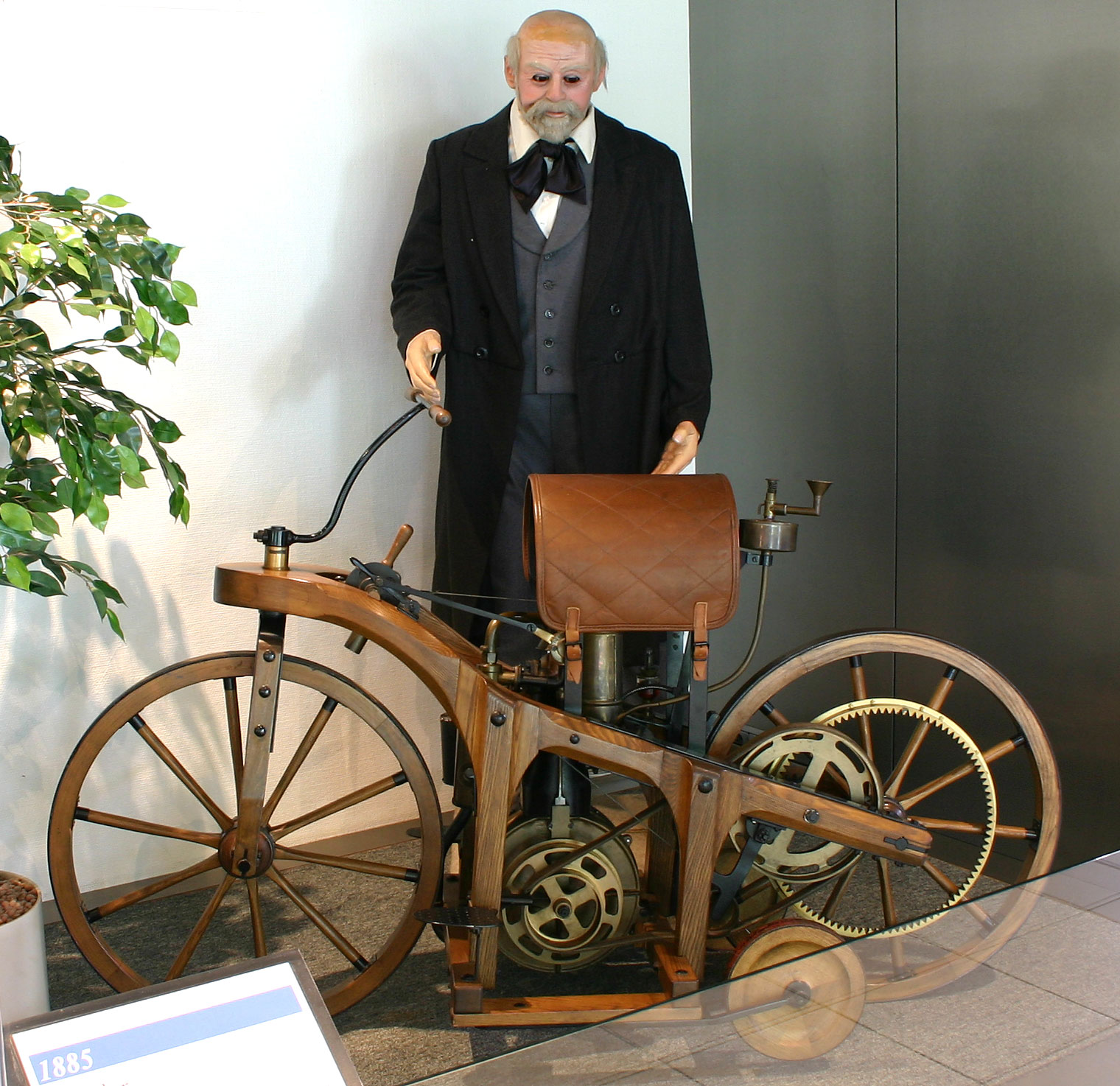
自動二輪
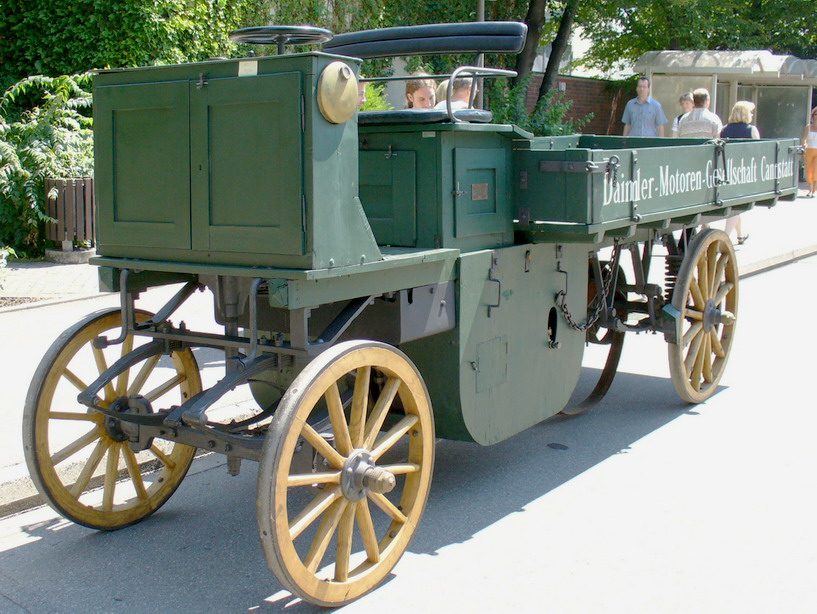
ダイムラーが最後に製造した自動車
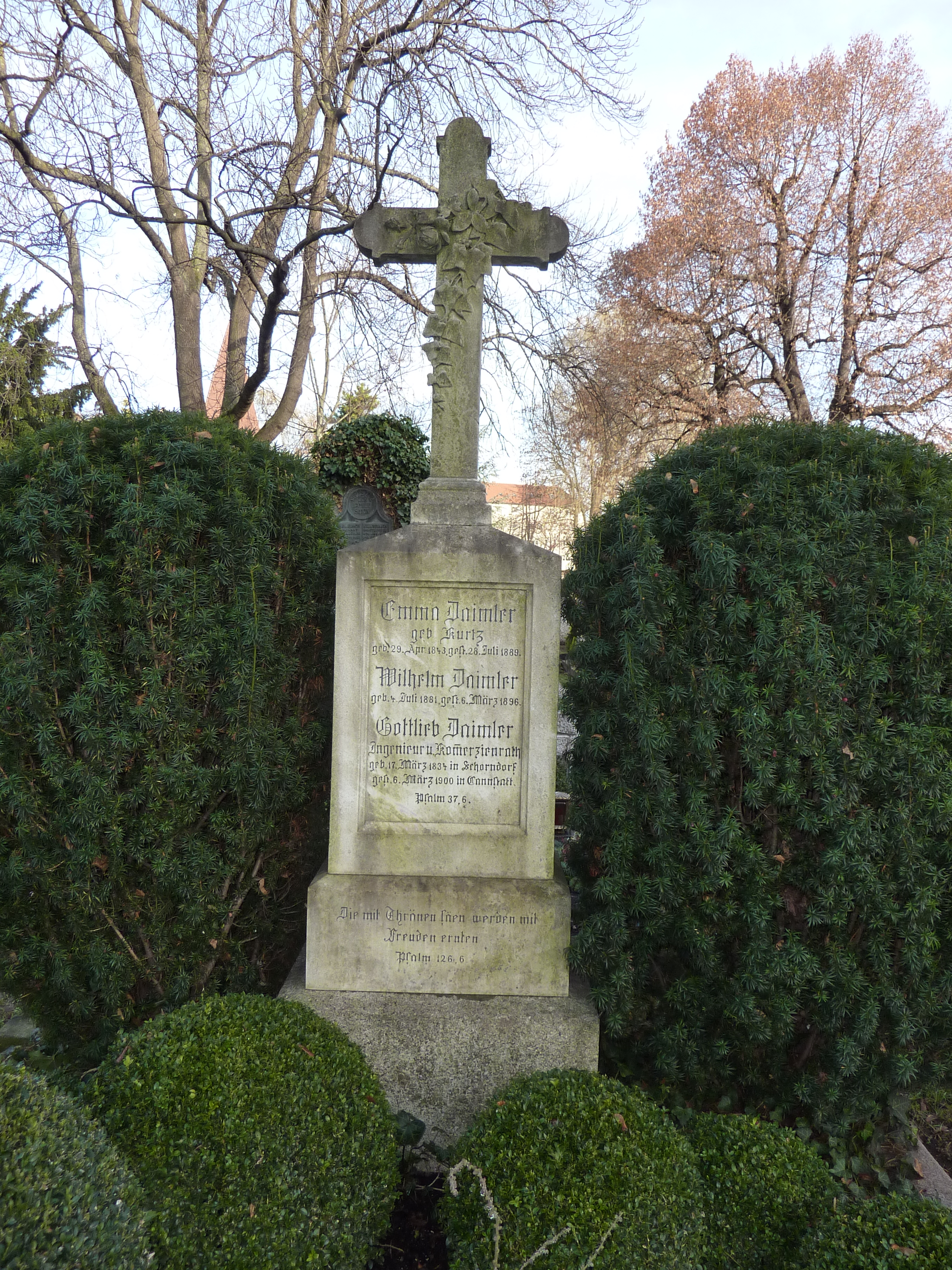
墓標